# Lymantria rufotincta
Lymantria rufotincta este o specie de molii din genul Lymantria, familia Lymantriidae, descrisă de Sir George Hamilton Kenrick 1914 Conform Catalogue of Life specia Lymantria rufotincta nu are subspecii cunoscute.